# Jazzband

Diagrama de uma banda de Jazz

As jazzbands (pt: bandas de jazz) surgiram logo após a origem do ragtime, com o auxílio do futuro jazz. Com a necessidade de juntar os músicos para que eles tocasem juntos foi criada a "jazzband", que nada mais é do que uma banda de jazz free.

## História
Os negros exportados da África logo montaram as suas jazzband's e se expandiram e se tornaram,sem querer,os mais remotos tocadores de jazz. Os tão "jovens bandistas" eram músicos renomados que desejavam tocar junto com outros músicos que eram renomados.